# Hypographa macrodonta
Hypographa macrodonta är en fjärilsart som beskrevs av Turner 1930. Hypographa macrodonta ingår i släktet Hypographa och familjen mätare. Inga underarter finns listade i Catalogue of Life.